# Nomada ginran
Nomada ginran là một loài Hymenoptera trong họ Apidae. Loài này được Tsuneki mô tả khoa học năm 1973.